# Bruttonationalinkomst
Bruttonationalinkomst (BNI) är ett mått som används inom nationalräkenskaper och makroekonomi. Det utgörs av summan av bruttonationalprodukten och nettofaktorinkomster från utlandet. Nettofaktorinkomster består av nettot av löner, aktieutdelningar, räntor och arrenden, patent med mera som passerar gränserna; exempelvis aktieutdelning till boende utanför Sverige och räntor på statsskulden på de medel som är upplånade i utlandet.